# Dōbutsu no Mori (filme)
Dōbutsu no Mori (劇場版 どうぶつの森, Gekijōban Dōbutsu no Mori, lit. "Animal Forest: O Filme") é um filme em anime baseado na série de jogos eletrônicos Animal Crossing. O diretor é Jōjin Shimura, que antes já trabalhou Master Keaton e Shin Angyo Joshi. O filme retém o tema dos jogos, onde um aldeão vai até uma cidade e interage com os animais(aldeões). O filme foi lançado no Japão em 16 de dezembro de 2006. No dia 17 de outubro de 2007, a Nintendo afirmou que não foi feito plano algum em lançar o filme para outros países. O filme arrecadou um valor aproximado de 1.800.000.000 yen (cerca de 5 milhões de dólares) em vendas de bilheteria.
O filme é baseado principalmente em Animal Crossing: Wild World.